# Sesgo de información (epidemiología)
En epidemiología, el sesgo de información se refiere al sesgo derivado del error de medición. El sesgo de información también se conoce como sesgo de observación y clasificación errónea. Un Diccionario de Epidemiología, patrocinado por la Asociación Epidemiológica Internacional, define esto como lo siguiente: 

1. Un defecto en la medición de la exposición, la covariable o las variables de resultado que da como resultado una calidad (precisión) diferente de la información entre los grupos de comparación. La aparición de sesgos de información puede no ser independiente de la aparición de sesgos de selección.
2. Sesgo en una estimación derivada de errores de medición.

## Clasificación errónea
La clasificación errónea se refiere al error de medición. Hay dos tipos de clasificación errónea en la investigación epidemiológica: clasificación errónea no diferencial y clasificación errónea diferencial. 

### Clasificación errónea no diferencial
La clasificación errónea no diferencial es cuando todas las clases, grupos o categorías de una variable (ya sea exposición, resultado o covariable) tienen la misma tasa de error o probabilidad de ser clasificados erróneamente para todos los sujetos del estudio. Se ha supuesto tradicionalmente que, en el caso de variables binarias o dicotómicas, la clasificación errónea no diferencial daría lugar a una "subestimación" de la relación hipotética entre exposición y resultado. Sin embargo, esto se ha cuestionado más recientemente porque los resultados de los estudios individuales representan una estimación única y no el promedio de mediciones repetidas y, por lo tanto, pueden estar más lejos (o más cerca) del valor nulo (es decir, cero) que el valor verdadero.

### Clasificación errónea diferencial
La clasificación errónea diferencial se produce cuando la tasa de error o la probabilidad de clasificación errónea difiere entre los grupos de sujetos de estudio. Por ejemplo, la precisión de la medición de la presión arterial puede ser menor para los sujetos de estudio más pesados que para los más livianos, o un estudio de personas de edad avanzada puede encontrar que los informes de personas de edad avanzada con demencia son menos confiables que aquellos sin demencia. El(los) efecto(s) de dicha clasificación errónea puede variar de una sobreestimación a una subestimación del valor real. Los estadísticos han desarrollado métodos para ajustarse a este tipo de sesgo, lo que puede ayudar de alguna manera a compensar este problema cuando se conoce y cuando es cuantificable.

## Otras lecturas
- Moren, Alain; Valenciano, Marta (Kitching, Aileen, ed.). «Information (measurement) bias». Field Epidemiology Manual. FEM Wiki. Archivado desde el original el 18 de agosto de 2019.

- Datos: Q17056323